# Seznam valencijských králů

Znak Valencijského království

Znak aragonských králů

Toto je seznam panovníků valencijského království, které existovalo v letech 1238–1707.

## Valencijští králové
| Období vlády | Období vlády | Jméno               | Přízvisko             | Narození | Úmrtí | Poznámky                                                                                                |
| Od           | do           | Jméno               | Přízvisko             | Narození | Úmrtí | Poznámky                                                                                                |
| 1238         | 1276         | Jakub I.            | Dobyvatel             | 1208     | 1276  | také aragonský a mallorský král                                                                         |
| 1276         | 1285         | Petr III.           | Veliký                | 1239     | 1285  | také aragonský, sicilský král a barcelonský hrabě                                                       |
| 1285         | 1291         | Alfons I.           | Štědrý                | 1265     | 1291  | také král aragonský (jako Alfons III.) a hrabě barcelonský (jako Alfons II.)                            |
| 1291         | 1327         | Jakub II.           | Spravedlivý           | 1267     | 1327  | také aragonský král, barcelonský hrabě a král sicilský (jako Jakub I.)                                  |
| 1327         | 1336         | Alfons II.          | Mírný                 | 1299     | 1336  | také král sardinský jako Alfons I., jako Alfons IV. král aragonský a jako Alfons III. hrabě barcelonský |
| 1336         | 1387         | Petr II.            |                       | 1319     | 1387  | král aragonský (jako Petr IV.)                                                                          |
| 1387         | 1396         | Jan I.              | Lovec                 | 1350     | 1396  | také aragonský král                                                                                     |
| 1396         | 1410         | Martin I. Aragonský | Soucitný              | 1356     | 1410  | také aragonský král                                                                                     |
| Trastámarové |              |                     |                       |          |       | |
| 1410         | 1416         | Ferdinand I.        |                       | 1380     | 1416  | také král aragonský a sicilský                                                                          |
| 1416         | 1458         | Alfons III.         | Šlechetný nebo Veliký | 1396     | 1458  | také jako Alfons V. král aragonský a jako Alfons IV. hrabě barcelonský                                  |
| 1458         | 1479         | Jan II.             | Veliký                | 1398     | 1479  | také král aragonský, sicilský a navarrský                                                               |
| 1479         | 1516         | Ferdinand II.       | Katolický             | 1452     | 1516  | také král sicilský, aragonský, hornonavarrský jako Ferdinand I. a neapolský jako Ferdinand III.         |
| Habsburkové  |              |                     |                       |          |       | |
| 1516         | 1556         | Karel I.            |                       |          |       | |
| 1556         | 1598         | Filip II.           | Moudrý                | 1527     | 1598  | také král španělský, neapolský a sicilský, anglický, portugalský a chilský                              |
| 1598         | 1621         | Filip III.          |                       | 1578     | 1621  | také král španělský, portugalský, neapolský a sicilský                                                  |